# Gabriel José Pinto Couto
Gabriel José Pinto Couto (sinh ngày 20 tháng 3 năm 1981), hay đơn giản Gabi là một cầu thủ bóng đá người Bồ Đào Nha thi đấu cho UD Oliveirense ở Bồ Đào Nha ở vị trí tiền vệ.